# 그림책

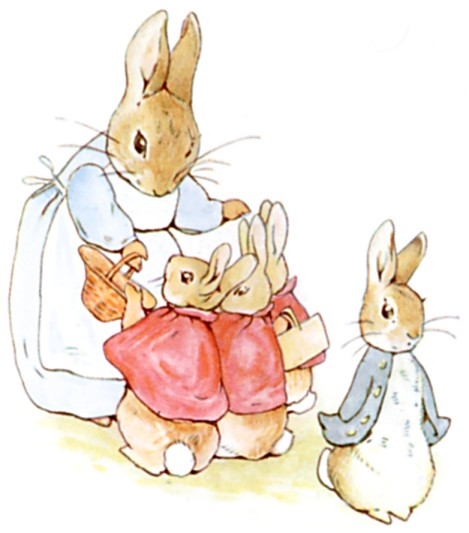
피터 래빗과 그의 가족. 피터 래빗 이야기에서. (베아트릭스 포터, 1902년)

그림책(-冊)은 그림과 구두 서술이 합쳐진 책의 형태로, 대부분 어린이를 대상으로 하지만 최근에는 어른을 위한 그림책도 각광을 받고 있다. 그림책의 그림들은 유화, 아크릴, 수채화 등 다양한 재료로 그린다. 그림책은 작품 속의 그림이 책 내용(책 각 페이지의 모든 컨텐츠를 뜻하며, 단순 글에만 국한하지 않는다.)의 핵심을 차지한다는 점에서 그림이 들어간 책과 구분된다. 이는 책의 내용 구성에서 그림의 비중이 얼마나 되는지가 주요한 기준이 된다. 일반적으로 하인리히 호프만의 더벅머리 페터와 베아트릭스 포터의 피터 래빗을 최초의 근대적 그림책으로 본다. 그림책과 아동문학 분야의 우수한 작품을 선정하는 주요 권위있는 상으로는 칼데콧상, 케이트 그리너웨이 상 등이 있다. 그림책은 어린이의 인생 최초의 책이며, 장난감이라고도 한다.

## 같이 보기
- 동화
- 삽화
- 만화